# Jeannie Hsieh
Jeannie Hsieh (chin: 謝金燕, pinyin: Xiè Jīnyàn; ur. 25 grudnia 1973) – tajwańska piosenkarka, tancerka, autorka tekstów, aktorka i modelka. Znana jest z pisania i wykonywania muzyki, która łączy techno i hip-hop.

## Życiorys
Jeannie Hsieh działa w branży muzycznej od 1990 roku i od tego czasu nagrała wiele albumów.
Wygrała nagrodę dla "Najlepszego żeńskiego tajwańskiego artysty" w Golden Melody Awards, w 2007 i 2012 roku.
14 maja 2016 r. Hsieh ogłosiła podczas koncertu na Tajwanie, że zrobi sobie przerwę od show biznesu, aby zaopiekować się matką. 
W marcu 2017 r. Hsieh i jej ojciec, aktor, komik Chu Ke-liang, ogłosili zakończenie długotrwałego sporu między nimi. Chu Ke-liang zmarł w maju 2017 r. 

## Dyskografia

### Albumy studyjne
- 02/08/2012	Dream Of Flying
- 23/11/2011	Yue Wan Wan
- 17/09/2010	Like Your Hot
- 31/12/2007	54321
- 02/06/2006	Qiang Sheng
- 07/05/2005	Lian Wu Gong
- 01/06/2004	Mo Qi
- 01/11/2002	Yo Yo Zi Mei
- 01/10/2001	Bu tong kuan de san kuan qing
- 01/10/2001	Yong Yuan Ai Ni
- 01/05/1996	Ku Jiu Luo Hou
- 01/08/1993	Ni Zhen Ku

### Single
- 14/08/2013	Tiao Zhen Wu Qu

### Digital Single
- 30/12/2015	Beng X Pa
- 27/08/2014	Yao Fa Da
- 29/06/2013	Jie Jie